# クレート (箱)

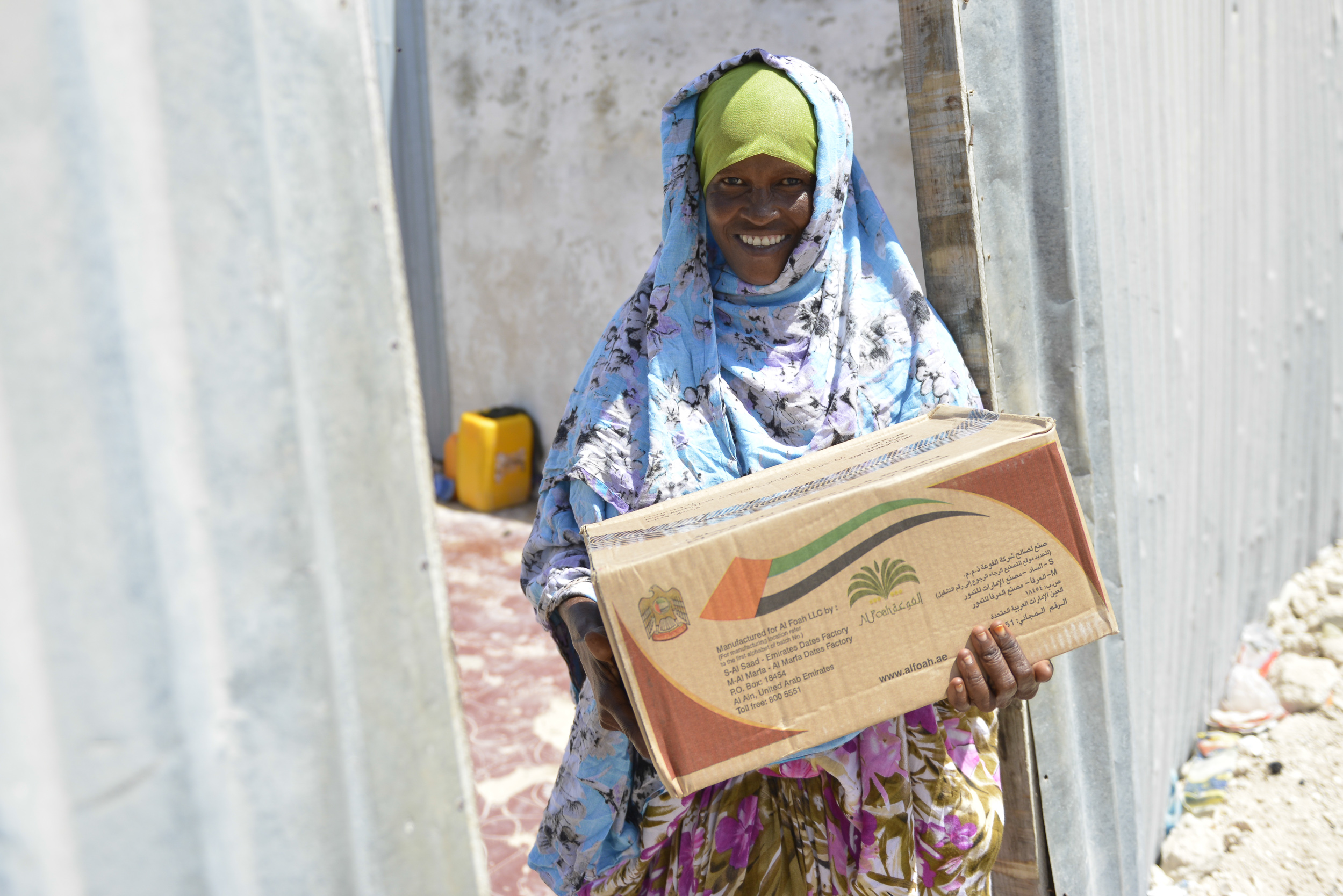
クレート

クレート（英語: crate）とは、鉄わく、木わく、プラスチックわくなどでできた、梱包用の箱の意味。
ペットの犬を運搬するためのケースもクレートと呼ばれ、その中でおとなしくするよう犬をしつけることをクレートトレーニングという。